# Galeruca sardoa
Galeruca sardoa es una especie de insecto coleóptero de la familia Chrysomelidae.
Es un insecto endémico de la isla de cerdeña. Fue descrita científicamente en 1839 por Gene.